# Diocesi di Acilisene
La diocesi di Acilisene (in latino Dioecesis Acilisena) è una sede soppressa e sede titolare della Chiesa cattolica.

## Storia
Acilisene, identificabile con Erzincan nell'odierna Turchia, è un'antica sede episcopale della provincia romana dell'Armenia Terza nella diocesi civile del Ponto. Faceva parte del patriarcato di Costantinopoli ed era suffraganea dell'arcidiocesi di Camaco.
Il nome di Acilisene è quello con cui la città è menzionata nella Geographia di Strabone. Essa ebbe altri nomi, tra cui Celzene o Celezene; in onore dell'imperatore Giustiniano I ebbe per qualche tempo anche il nome di Giustinianopoli.
È difficile stabilire quando la città ebbe un proprio vescovo, perché il primo noto risale solo alla metà del V secolo. La sede non appare in nessuna delle Notitiae Episcopatuum precedenti il X secolo; le stesse Notitiae sul finire del secolo la indicano come arcidiocesi autocefala, e quelle dell'XI secolo come sede metropolitana con ventuno suffraganee. È questo il periodo di maggior fulgore per la sede episcopale, che probabilmente entrò in crisi in seguito alla sconfitta bizantina di Mantzikert del 1071, che segnò il definitivo passaggio della regione ai Selgiuchidi. Dopo il XIII secolo non sono più noti vescovi di Acilisene e la sede non appare più in nessuna Notitia.
Diversi sono i vescovi noti di questa antica sede. Giovanni firmò il decreto del patriarca di Costantinopoli Gennadio con i simoniaci nel 449. Giorgio prese parte al secondo concilio di Costantinopoli nel 553, Teodoro al terzo concilio del 681, ma solo dopo la sedicesima sessione. Giorgio II assistette al Concilio di Costantinopoli dell'879-880 che riabilitò il patriarca Fozio di Costantinopoli. Un sigillo di piombo ci ha consegnato il nome di un vescovo, Michele, vissuto tra la fine del X e l'inizio dell'XI secolo. Sono noti tre vescovi nell'XI secolo, che presero parte ai sinodi patriarcali di Costantinopoli, un anonimo nel 1019, Sisinnio nel 1028 e nel 1030, Basilio nel 1071 e nel 1072. Un ultimo vescovo, Dionigi, è attestato nel regesto degli atti patriarcali tra il 1356 e il 1364.
Dal 1933 Acilisene è annoverata tra le sedi vescovili titolari della Chiesa cattolica; la sede è vacante dal 20 settembre 1972. In origine la sede titolare aveva il nome di "Giustinianopoli".

## Cronotassi

### Vescovi greci
- Giovanni † (menzionato nel 449)
- Giorgio I † (menzionato nel 553)
- Teodoro † (menzionato nel 681)
- Giorgio II † (menzionato nell'879)
- Michele † (X-XI secolo)[2]
- Anonimo † (menzionato nel 1019)[3]
- Sisinnio † (prima del 1028 - dopo il 1030)[4]
- Basilio † (prima del 1071 - dopo il 1072)[5]
- Dionigi † (prima del 1356 - dopo il 1364)[6]

### Vescovi titolari
- Hugh McSherry † (2 giugno 1896 - 15 dicembre 1938 nominato arcivescovo titolare di Amorio)[7]
- Cirillo Giovanni Zohrabian, O.F.M.Cap. † (29 agosto 1940 - 20 settembre 1972 deceduto)